# 라브라도 후작 페드로 고메스
페드로 고메스 라브라도, 통칭 라브라도 후작(Pedro Gómez Labrador, Marquis of Labrador, 1755년 - 1852년)은 에스파냐의 정치인·외교관이다. 빈 회의에서 에스파냐의 입장을 대변했으나 뜻한 바를 전혀 달성하지 못했다. 당대의 인물들이 그에 대하여 한 평가로부터 미루어보건데, 이러한 목표 달성 실패는 그의 능력 부족에 기인할 가능성이 크다.

## 생애
1798년 8월, 국왕 카를로스 4세의 명을 받아 프랑스군을 피해 피렌체로 피난해 있던 교황 비오 6세를 방문하는 것으로 외교관으로서의 경력을 시작했다. 교황이 프랑스군의 수중에 떨어지자, 그 또한 교황을 따라 항복을 거부했고 베르티에 장군이 이끄는 프랑스군의 포로가 되었다.
비오 6세가 죽고 그의 조국 에스파냐가 제1차 대프랑스 동맹에 고집스럽게 가담한 결과 파멸하자 그도 석방되어 교황령의 전권대사를 거쳐 에트루리아 왕국의 수도 피렌체에 부임했다.
나폴레옹 전쟁 와중에, 웰링턴 공작이 이끄는 영국군이 에스파냐를 해방시키자 카디스 의회의 자유주의자들은 그를 추천하여 수상으로 삼았다. 라브라도 후작은 자유주의자들의 기대를 철저히 배신했다. 그는 페르난도 7세에게 자유주의적 헌법을 철저히 파괴하도록 조언했다(→에스파냐 반란).
나폴레옹 전쟁의 뒷처리를 위하여 소집된 빈 회의에 그는 에스파냐를 대표하여 참석했다. 그의 조국 에스파냐는 기진맥진한 상황 속에서도 우연히 높은 위상을 차지할 수 있었다. 그것은 전적으로 승전국들의 모임인 4국위원회(영국, 프로이센, 오스트리아, 러시아로 구성된 위원회)에서 모든 것이 결정되려는 것을 저지하려는 탈레랑이 8국위원회의 위상을 높이려 시도한 것의 어부지리에 불과했다. 에스파냐는 프랑스, 포르투갈, 스웨덴과 함께 8국위원회의 일원이 되었다.
그럼에도 불구하고 라브라도 후작은 탈레랑과 메테르니히와 같은 노련한 인물들에게 회의 기간 내내 여지 없이 농락당했다.
나폴레옹 전쟁 중에 프랑스가 에스파냐로부터 빼앗아 미국에 매각한 루이지애나가 다시 에스파냐로 되돌아와야 한다는 그의 주장은 완전히 무시됐다. 메테르니히는 교황령과 동맹을 맺으려는 그의 노력을 무산시켰다. 캐슬레이는 에스파냐의 포르투갈에 대한 어떠한 권리 주장에도 반대했다. 웰링턴 공작은 후작에 대해 냉정한 평가를 내렸다: 「내가 지금까지 만나본 사람들 중 가장 멍청하다(stupid).」. 게다가 사람들을 만나고 만찬 따위에 참석하는 것을 꺼리는 그의 성격은, 빈 회의의 성격에 비추어 볼 때, 그의 노력이 파국에 도달할 것임을 예정하고 있었다.
라브라도 후작의 마지막 권리 주장이었던 이탈리아의 부르봉 왕가령에 대한 주장마저 거부되자, 에스파냐는 빈 최종의정서에 서명하는 것을 거절했다. 또한 에스파냐는 올리벤차의 포르투갈로의 반환을 거부하고 나서는 등 빈 회의의 합의사항에 대해 저항했다. 그럼에도 불구하고, 이미 유럽의 이등국가로 전락한 에스파냐가 언제까지나 빈 최종의정서를 거부할 수는 없는 일이었다. 에스파냐는 결국 1817년 5월 7일, 빈 최종의정서에 서명했다. 라브라도 후작은 외교적 참패에 책임을 지고 공직에서 물러났다.

## 같이 보기
- 빈 회의
- 에스파냐 반란
- 나폴레옹 전쟁